# Niverka Marte
Niverka Dharlenis Marte Frica (ur. 19 października 1990 r. w Santo Domingo na Dominikanie) – dominikańska siatkarka, reprezentantka kraju, grająca na pozycji rozgrywającej. 

## Sukcesy klubowe
Liga azerska:
- 2013

## Sukcesy reprezentacyjne
Puchar Panamerykański:
- 2008, 2010, 2014, 2016, 2021, 2022[2]
- 2009, 2011, 2013, 2015, 2017, 2018, 2019

Mistrzostwa Ameryki Północnej, Środkowej i Karaibów Juniorek:
- 2008

Mistrzostwa Ameryki Północnej, Środkowej i Karaibów:
- 2009, 2019, 2021, 2023[3]
- 2011, 2013, 2015

Mistrzostwa Świata Juniorek:
- 2009

Igrzyska Panamerykańskie:
- 2019, 2023[4]
- 2015

## Nagrody indywidualne
- 2011: Najlepsza rozgrywająca Mistrzostw Ameryki Północnej, Środkowej i Karaibów Juniorek
- 2015: Najlepsza rozgrywająca Pucharu Świata
- 2015: Najlepsza rozgrywająca Mistrzostwa Ameryki Północnej, Środkowej i Karaibów
- 2022: MVP Pucharu Panamerykańskiego
- 2023: MVP Igrzysk Panamerykańskich[5]